# Nothocremastus
Nothocremastus is een geslacht van insecten uit de orde vliesvleugeligen (Hymenoptera) en de familie Ichneumonidae.

## Soorten
- N. beyarslani Kolarov, 1997
- N. brunneipennis (Walley, 1933)
- N. bulgaricus Kolarov, 1997
- N. desertus Narolsky, 1990
- N. ensiferus Dasch, 1979
- N. foveatus Narolsky, 1990
- N. funestus Dasch, 1979
- N. incrassatus Narolsky, 1990
- N. indianensis Dasch, 1979
- N. intermedius Dasch, 1979
- N. kotenkoi Narolsky, 1990
- N. latistigmator Aubert, 1983
- N. longitarsus Narolsky, 1990
- N. mellipes (Provancher, 1875)
- N. multicoloriae Narolsky, 1990
- N. murgabiensis Narolsky, 1990
- N. nigritulus (Kolarov, 1987)
- N. pullus Dasch, 1979
- N. scaramozzini Kolarov, 1995
- N. tobiasi Narolsky, 1990